# Koncz Zsuzsa-diszkográfia
Koncz Zsuzsa első lemezfelvétele 1962-ben, első önálló (négyszámos) kislemeze 1966-ban, az első nagylemeze 1969-ben jelent meg. Első külföldi albumát 1970-ben az NSZK-ban adták ki. 1975-ben látott napvilágot az első verslemeze, 1984-ben pedig első koncertlemeze, amelyeket még több követett. A „Valahol” című albumát 1979-ben az évtized legjobb lemezének választotta a szakma.
A magyar előadók közül Koncz Zsuzsának jelent meg a legtöbb albuma. Ő az első magyar lemezmilliomos, 1973 nyarán, a Kisstadionban vehette át az erről szóló okiratot. Sok-sok albuma után 2010-es CD-je is aranylemez. 2013-ban Aréna-koncertfelvételeket is tartalmazó válogatás-CD-je és Tündérország címmel új stúdióalbuma jelent meg, mely alig két hónap alatt platinalemez lett. 2014 végén látott napvilágot – Aréna 10 címmel – dupla koncert-CD-je, egy újabb DVD-vel együtt, 2015-ben pedig azokról egy válogatás-CD.
Külföldön – Jana Koncz, Shusha Koncz és Zsuzsa Koncz, illetve Жужа Конц néven – nyolc albumát adták ki, némelyiket többször is. Franciaországban Joujana néven szerepelt és jelent meg lemeze, de már Zsuzsa Konczként nyerte meg Rennes-ben az Arany Hermelin Fesztivált, majd lett a Francia Becsületrend lovagja 2001. Egy 2005-ben Moszkvában kiadott DVD-n Zsuzsa Koncként, a Lieblingslied Records válogatás-CD-jén Zsuzsa Konczként szerepel.
Videóiból, színházi- és sportcsarnokbeli koncertjeiből több DVD is készült. Dalai szerepelnek több Németországban és egy Oroszországban kiadott DVD-n is.
Diszkográfiája szerint több mint négyszáznyolcvan (483) hazai és külföldi hanghordozó – 426 kiadványban és box-setben – őrzi dalait. (A diszkográfiában csak a fizikai valóságban is megjelent hanglemezeket, CD-ket, DVD-ket és kazettákat vettük számba, az Internetről letölthető összeállításokat és albumokat nem. Ezek közül csak a kiadatlan albumok letölthetőségeit jeleztük. Filmjeit, koncertfilmjeit, hazai- és külföldi TV-show-it csak akkor vettük számításba, ha azok zenei anyaga lemezen, VHS-videókazettán vagy DVD-n is megjelent. A lemezlista – különösen a külföldi hanglemezek és kazetták, valamint a válogatáslemezek tekintetében – még nem teljes.)

## Koncz Zsuzsa diszkográfia

### Koncz Zsuzsa-nagylemezek (28 kiadvány, 37 nagylemez)
1969 és 1991 közt itthon és külföldön 27 Koncz Zsuzsa nagylemez, majd pedig 1992-ben egy tíz albumból álló gyűjtemény jelent meg, a technikailag korszerűsített első lemezeiből.

#### Magyarországi nagylemezek (LP) (22 kiadvány, 31 nagylemez)
Koncz Zsuzsa első nagylemeze 1969-ben látott napvilágot, azon az Illés, az Echo, a Metro együttes és a Tolcsvay-trió kísérte. Ezt követték az Illéssel, a Fonográffal, majd a KFT együttessel és más muzsikusokkal készített albumok. 1975-ben látott napvilágot első verslemeze, 1984-ben pedig első koncertlemeze. Az utolsó bakelit stúdióalbuma az 1991-es Illúzió nélkül. Érdekesség, hogy a Kis Virágot 1982-ben – technikailag korszerűsítve – a Krém sorozatban, az annak idején betiltott Jelbeszédet pedig 1983-ban, korszerűsítve, Koncz András-tervezte új borítóval ismét kiadták. Koncz Zsuzsa bakelitlemezei utoljára 1992-ben jelentek meg, díszdobozban, Varjas Endre Koncz Zsuzsa-könyvével „Koncz Zsuzsa összes nagylemeze az Illéssel és a Fonográffal” címmel.
- Volt egyszer egy lány – Qualiton LPX 17393 (1969)
- Szerelem – Qualiton LPX 17407 (1970)
- Kis virág – Hungaroton-Pepita LPX 17429 (1971)
- Élünk és meghalunk – Hungaroton-Pepita LPX 17452 (1972)
- Jelbeszéd – Hungaroton-Pepita SLPX 17462 (1973)
- Gyerekjátékok – Hungaroton-Pepita SLPX 17473 (1974)
- Kertész leszek – Hungaroton-Pepita SLPX 17486 (1975)
- Ne vágj ki minden fát – Hungaroton-Pepita SLPX 17492 (1975)
- Elmondom hát mindenkinek – Hungaroton-Pepita SLPX 17511 (1976)
- Koncz Zsuzsa X. – Hungaroton-Pepita SLPX 17527 (1977)
- Koncz Zsuzsa Aranyalbum 1967-73 – Hungaroton-Pepita SLPX 17574 (1978)
- Valahol – Hungaroton-Pepita SLPX 17569 (1979)
- Menetrend – Hungaroton-Pepita SLPX 17672 (1981)
- Kis virág (technikailag korszerűsített változat, új borítóval) – Hungaroton-Krém SLPX 17429 (1982)
- Jelbeszéd (technikailag korszerűsítve, új borítóval) – Hungaroton-Pepita SLPX 17821 (1983)
- Konczert (koncertalbum) – Hungaroton-Pepita SLPX 17869 (1984)
- Újhold – Hungaroton-Pepita SLPX 17935 (1985)
- Fordul a világ – Hungaroton-Pepita SLPM 37079 (1988)
- Balladák (Szörényi Leventével) – Hungaroton SLPX 17108 (1988)
- Verslemez III. – Hungaroton SLPX 14165 (1989)
- Illúzió nélkül – EMI-Quint QUI 906001 (1991)
- Koncz Zsuzsa összes nagylemeze az Illéssel és a Fonográffal (10 LP) – Hungaroton-Gong SLPM 37600-37609 (1992)

#### Külföldi nagylemezek (LP) (6)
Koncz Zsuzsa első külföldi nagylemeze 1970-ben, Nyugat-Németországban jelent meg, Jana Koncz néven a United Artists leányvállalatánál, a Libertynél. Ugyanebben az évben a Szerelem című nagylemezét Жужа Конц и Оркестр "Иллеш" – Любовь címen orosz nyelvű borítóval (és orosz dalcímekkel) a Szovjetunióban is megjelentették.Ezt három német nyelvű Amiga-album követte, némelyik több kiadásban. A legutolsó nagylemeze a Bellaphonnál Shusha Koncz néven látott napvilágot, s Ausztriában, Németországban és Svájcban forgalmazták.
- Jana Koncz / Das Goldene Schlagergirl aus Budapest – United Artists / Liberty UAS 29 1321 (1970)
- Жужа Конц и Оркестр "Иллеш" – Любовь – Szovjetunió (1970)
- Zsuzsa Koncz – Amiga 8 55 271 (1972) (Újra kiadva: 1974)
- Ich komm und geh mit meine Liedern – Amiga 8 55 758 (1980)
- Die lauten Jahre sind vorbei – Amiga 8 55 975 (1982)
- Morgenlicht – Shusha Koncz- Bellaphon 290-05-008 (1984)

### Koncz Zsuzsa CD-lemezek (43 kiadvány, 77 CD)
Koncz Zsuzsának Magyarországon, Ausztriában, Németországban és Japánban harmincnégy CD-albuma és több maxi CD-je jelent meg, összesen több mint hetven CD-lemezzel.

#### Magyarországi CD-albumok (35 kiadvány, 68 CD)
Koncz Zsuzsa első magyarországi CD-je – egy válogatáslemez, az Archív– 1988-ban látott napvilágot, 1991-től pedig sorozatban jelentek meg CD-albumai az EMI-nál, a Hungarotonnál, de a Reader’s Digestnél is. Jelent meg dupla CD-je is, melyen az unplugged-koncertjét rögzítették. 1993-1995-ben tizenöt CD-n újra kiadták Koncz Zsuzsa első nagylemezeit, majd 2003-2004-ben azok remaster-változatait, 2014-ben pedig "Illés évek" címmel újra az első ötöt. A „Ha én zászló volnék” CD-je DVD-vel együtt jelent meg. 2013-ban Aréna-koncertfelvételeket is tartalmazó válogatás CD-je és egy vadonatúj stúdióalbuma jelent meg. 2014 végén látott napvilágot – DVD-vel együtt – az Aréna 10 című – dupla koncert-CD-je, 2015-ben pedig azokról egy újabb válogatáslemez.
- Koncz Zsuzsa archív – Hungaroton-Pepita HCD 37203 (1988)
- Illúzió nélkül – EMI-Quint QUI 906 001 (1991)
- Jubileumi koncert XXX. – EMI-Quint QUI 906 029 (1992) (Újra kiadva: 2007)
- Ne veszítsd el a fejed – EMI-Quint QUI 906 042 (1993)
- Koncz Zsuzsa összes nagylemeze az Illéssel és a Fonográffal (válogatás) (2 CD) – Hungaroton-Gong HCD 37716-37717 (1993)
- Koncz Zsuzsa összes lemeze I. (5 CD) – Hungaroton-Gong HCD 37600-37604 (1994)
- Koncz Zsuzsa összes lemeze II. (5 CD) – Hungaroton-Gong HCD 37605-37609 (1995)
- Unplugged I-II. (dupla CD) – EMI-Quint QUI 906 064 (1995)
- Koncz Zsuzsa összes lemeze III. (5 CD) – Hungaroton-Gong HCD 17569, 17672, 17935, 37079, 37866 (1996)
- Válogatott kislemezek (1966-1984) – Hungaroton-Gong HCD 37866 (1996)
- Miénk itt a tér – EMI-Quint QUI 906 082 (1996)
- A magyar beat aranykora CD 1. Koncz Zsuzsa – Reader’s Digest RM–CD–970201–05 (1997)
- Ég és föld között – Hungaroton-Gong HCD 37889 (1997)
- Best of Koncz Zsuzsa 1991-1996 (CD) – EMI-Quint 8238872 (1998)
- Csodálatos világ (duettek) – Hungaroton HCD 37928 (1998)
- Miért hagytuk, hogy így legyen? – Hungaroton HCD 37977 (1999)
- Verslemez III. (+Vörös Rébék) – Hungaroton HCD 14165 (2001)
- Ki nevet a végén – Hungaroton HCD 71122 (2002)
- Koncz Zsuzsa összes lemeze 1. (remaster) (5 CD) – Hungaroton HCD 71116 (2003)
- Koncz Zsuzsa összes lemeze 2. (remaster) (5 CD) – Hungaroton HCD 71117 (2004)
- Koncz Zsuzsa összes lemeze 3. (remaster) (5 CD) – Hungaroton HCD 71118 (2004)
- Koncz Zsuzsa (4 CD) Színes ceruzák / Valahol egy lány / Kis Virág új útra indul / Koncz Zsuzsa legkedvesebb Fonográf–dalai – Reader’s Digest RM-CD 05022-1-4 (2005)
- Egyszerű ez… (verslemez) – Hungaroton HCD 71221 (2006)
- Ha én zászló volnék (koncert-válogatás) CD – HCD 71253 (2009)
- Koncz Zsuzsa 37 – Hungaroton HCD 71259 (2010)
- Valahol egy lány /Koncz Zsuzsa tíz legszebb dala/ – Hungaroton HCD 71275 (2013)
- Tündérország – Hungaroton HCD 71266 (2013)
- Illés évek (5CD Pack) – Hungaroton HCD 71116 (2014)
- Aréna 10 (dupla CD + DVD) – Hungaroton/Fidelio Média HCD (2014)
- Válogatás az Aréna 10 albumról (CD) – Fidelio Media FID CD 016 (2015)
- Vadvilág (CD) – Hungaroton (2016)
- Így volt szép (CD) – Hungaroton (2019)
- Szabadnak születtél (CD) – Hungaroton (2020)
- Te szeress legalább (CD) – Hungaroton (2022)

#### Maxi CD-lemezek (6)
A CD-albumokon kívül jelent meg több – csupán néhány dalt tartalmazó – ún. maxi CD is. Az első 1996-ban a Miénk itt a tér, a második 1997-ben, az Ég és föld között című album előzeteseként, annak promotálására. A legutolsó – amit több diszkográfia is önálló Koncz Zsuzsa-albumként kezel – öt megzenésített József Attila verset tartalmaz.
- Valaki mondja meg – EMI Quint Qui 606082 (1996)
- Szeretni valakit valamiért – Z Magazin BMKZMAXI3 (1996)
- Ég és föld között – Hungaroton HCD37888 (1997)
- Szóljon a dal – Hungaroton HCDS 37991 (1999)
- …lesznek még szép napjaink… – Hungaroton HCDS 71015 (2000)
- József Attila verseit énekli Koncz Zsuzsa – Hungaroton HCDS 71163 (2005)

#### Külföldi CD-albumok (3)
CD-n is hozzáférhető, megrendelhető az 1984-ben Ausztriában megjelent Morgenlicht című album, melyet Japánban a Sanyo adott ki. Németországi válogatásalbumai 2003-ban és 2007-ben – majd pedig 2009-ben – jelentek meg, az Unionton-nál és a BMG-Sony-nál.
- Shusha Koncz Morgenlicht – Bellaphon 290-05-008 (CD, é. n. Manufactured by Sanyo, Japan, 1984) (Újra kiadva 2000 után több ízben.)
- Wie sag ich`s Dir – Unionton 07262 (2003)
- Zsuzsa Koncz Die Grossen Erfolge – BMG-Sony / Amiga 8869 7073352 (2007) (Újra kiadva 2009-ben.)

### Koncz Zsuzsa-kislemezek (81+)
Koncz Zsuzsának több mint nyolcvan kislemeze – és a diszkográfiák szerint kislemeznek számító Colorvox-lemeze – jelent meg Magyarországon, valamint külföldön, Ausztriában, Franciaországban, Jugoszláviában, Nyugat-és Kelet-Németországban, továbbá a Szovjetunióban.

#### Magyarországi kislemezek /EP, SP, SPS/ (57)
Koncz Zsuzsa első kislemezre felvett dala az 1962-es Ki mit tud?-on Gergely Ágival előadott Gézengúz volt. A Qualiton, majd Pepita márkanév alatt kiadott kislemezek túlnyomó többsége a hatvanas évek végén és a hetvenes évek elején jelent meg, azután már csak elvétve került kiadásra egy-egy Koncz-kislemez, a legutolsó egy promo maxi bakelitlemez az EMI-Quintnél, 1992-ben. Érdekesség, hogy 1964 és 1967 közt (majd pedig 1979-ben, a cannes-i MIDEM-re) összesen 13 angol, továbbá két-két francia és német nyelvű Koncz Zsuzsa-dal is kislemezre került.
- Gézengúz – Qualiton EP 7205 (1962)
- Long Tall Sally / Chapel of Love – Qualiton EP 7297 (1964)
- Long Live Love / Go to See My Babe / I’ve Fallen in Love with a Snowman / All Over the Word – Qualiton EP 7346 (1966)
- Túl az első nagy szerelmen – Qualiton EP 7348 (1966)
- Gyilkossággal vádollak / Ébredj fel / Rosszul szerettél / Beléptél az életembe – Qualiton EP 7361 (1966)
- Rohan az idő / I Who Have Nothing – Qualiton SP 277 (1966)
- Szerelem nélkül – Qualiton SP 298 (1966)
- Oh No, He Don’t / I Don’t Need That Kind of Lovin’ – Qualiton SP 301 (1966)
- Négy év után – Qualiton SP 316 (1966)
- Nincsen olyan ember – Qualiton SP 322 (1966)
- Most az egyszer – Qualiton SP 323 (1966)
- Itt élsz valahol – Qualiton SP 332 (1966)
- Ami volt az volt – Qualiton SP 340 (1966)
- Keresem a szót – Qualiton SP 350 (1967)
- Gyerekdolog / De akkor már hol leszek én – Qualiton SP 376 (1967)
- Puppet on a string / This is my song – Qualiton SP 386 (1967)
- Paprikajancsi / Lehet jó, lehet rossz – Qualiton SP 387 (1967)
- Kopogj az ajtón / Ünneprontó vagyok – Qualiton SP 399 (1967)
- Nyíló vérpiros rózsa / Kerülő utakon – Qualiton SP 426 (1967)
- Jaj, mi lesz velem ezután – Qualiton SP 427 (1967)
- Miszter Alkohol / Szőke Anni balladája – Qualiton SP 439 (1967)
- Zúgjatok, harangok / Nincs sok panasz rád – Qualiton SP 454 (1967)
- Sajnálom szegényt – Qualiton SP 463 (1967)
- Csak egyetlen napra / Hajnali lány – Qualiton SP 468 (1968)
- Eretnek vágy / Ugye lehet? – Qualiton SP 487 (1968)
- Színes ceruzák / Beszélj, mi van veled – Qualiton SP 525 (1968)
- Hát akkor legyen ami lesz – Qualiton SP 557 (1969)
- Jaj, Józsikám / És most itt vagy velem – Qualiton SP 566 (1969)
- Szégyen, gyalázat / Amit szíved kíván – Qualiton SP 586 (1969)
- Négy szürke fal – Qualiton SP 603 (1969)
- Ma végre jó a kedvem / Azt hitted kis bolond – Qualiton SP 654 (1969) Pepita SP 654 (1969)
- Hol vannak a régi csókok – Qualiton SP 673 (1970)
- Tilinkó / Oly kevés – Qualiton SP 717 (1970)
- Végre, végre / Zöldszemű srác – Qualiton SP 722 (1970)
- Volt egyszer egy lány / VIII. Henrik felesége voltam – Qualiton SP 737 (1970)
- Árván – Pepita SP 758 (1970)
- Én nem tudtam azt kérem / Korai még – Pepita SP 765 (1970)
- Barbara / André (je t’aime) – Pepita SP 799 (1971)
- Ne sírj kedvesem / Akire nézek – Pepita SP 819 (1971)
- Várj míg sötét lesz – Pepita SP 853 (1971)
- Rég volt, szép volt – Pepita SP 854 (1971)
- Mondd el ha kell / Elment a hajó – Pepita SP 70006 (1972)
- Karolj át / Rakd fel a szemüveget – Pepita SP 70041 (1973)
- He mama / Der kleine Prinz – Pepita 70078 (1973)
- Félig érett búza (A Fekete-tó legendájából) – Pepita SP 70082 (1973)
- Gyerekjátékok / Talán egy szép napon – Pepita SPS 70152 (1974)
- Micimackó / A kis herceg – Pepita SP 70232 (1976)
- Miszter Alkohol / Szőke Anni balladája – Pepita SPS 70244 (1977)
- Mama, kérlek / Minden előttem áll – Pepita SPS 70362 (1978)
- Ich gehe dem Wind entgegen / Ehr hatte Ihr niemals geschrieben – Pepita SP 70368 (1979)
- Susanne / L'oiseau bleu – MIDEM – Pepita SP70369 (1979)
- When I Dream / Jimmy O'Ryan – MIDEM Pepita SP demo (1979)
- A szerelem hív / Légy óvatos – Pepita SPS 70387 (1979)
- Ne add fel / Hogy mondjam el – Pepita SPS 70441 (1980)
- A Kárpáthyék lánya / Ahogy lesz, úgy lesz – Pepita SPS 70604 (1983)
- Eljön majd a nap / Előrejelzés – Pepita Bravo SPS 70697 (1985)
- Ne veszítsd el a fejed – EMI-Quint promo maxi EP (1993) Ne veszítsd el a fejed, Százéves pályaudvar, A tükörkép, Az első villamos, Nekünk nem kell már, Hej tulipán

#### Magyarországi Colorvox-lemezek (5)
A magyar lemezkiadás különleges vállalkozása volt a hanglemezként le-játszható, nagyméretű (20 x 15 cm) színes képeslapok (a Colorvox-lemezek) forgalomba hozatala. A Colorvox-lemezek diszkográfiai szempontból kislemezeknek minősülnek. Ezeken is jelentek meg a hatvanas évek második felében magyar és angol nyelvű Koncz Zsuzsa-dalok.
- Rohan az idő – ML 248 30/663
- Beléptél az életembe – ML 267-II. 45/673
- This is my song – ML 279-XII. 15/674
- VIII. Henrik felesége voltam ML. 317-V. 36/694.
- A szél – ML 318-XV. 8/694

#### Külföldi kislemezek (19+)
Koncz Zsuzsának – Joujanne, Jana Koncz, Shusha Koncz és Zsuzsa Koncz néven – közel húsz kislemeze jelent meg külföldön. Az első 1967-ben Belgrádban, a második 1968-ban, Párizsban látott napvilágot, az utolsó 1985-ben a Bellaphonnál, Bécsben jelent meg. A lista nem teljes, csak az Ausztriában, Jugoszláviában, Franciaországban, Nyugat-és Kelet-Németországban, valamint a Szovjetunióban – az Amiga, a Bellaphon, a Disc AZ, a Melodija, az RTB és a United Artists lemezcégek által – kiadott kislemezekből tartalmaz tizennyolcat.
- Kopogj az ajtón – Festival Zabavnih Melodija – PGP RTB Beograd EP-54430 (1967)
- La ville amere / Mon ciel ma terre – DISC AZ – SG 27 (1968)
- Paprikajancsi – The Puppet On A String / Keresem a szót / Beléptél az életembe / Gyilkossággal vádollak – PGP RTB Beograd EP-59429 (1968)
- Majd észrevesznek / Keep on Running – PGP RTB Beograd EP 59432 (1968)
- Irgendwann, irgendwo / Endlich endlich – Amiga 450 770 (1970)
- Jeder Taler hat immer zwei Seiten / Sand in den Augen – United Artists 35 014 (1970)
- Immer die Anderen / Unser Roman – United Artists 35 108 (1970)
- Blumen und Dankeschön / Baby, Love Me – United Artists 35 148 (1970)
- Du gefällst mir / Wenn die Sonne untergeht – United Artists 35 256 (1971)
- Farbstifte / Blumen blühen – Amiga 4 55 847 (1972)
- He, Mama / Wer sagt – Amiga 4 56 061 (1974)
- Ja ljublju tebja / I love you – Melodija C-62-10447 (1975)
- Kinderspiele / Hast du schon mal einen Wolf gesehen – Amiga 4 56 087 (1975)
- Du bist noch nicht mein Mann / He, fang mich ein – Amiga 4 56 204 (1976)
- Ja ljublju tebja / I love you – Melodija Goszt C-62-10447-8 (1979)
- Mama, bitte, sag mir / Steh auf – Amiga 456 422 (1980)
- Mädchen, irgendwo / Hier ist meine Hand – Amiga 456 504 (1982)
- Tote Helden helfen nicht / Einsamkeit – Bellaphon 100-05-058 (1984)
- Wo Ist Die Zeit / Ich Glaube – Bellaphon 100-05-060 (1985)

### Koncz Zsuzsa-dalok más nagylemezeken (LP) (50+)
Koncz Zsuzsa-dalok – magyar, német és angol nyelven – félszáz magyar és külföldi nagylemezen is hallhatóak.

#### Koncz Zsuzsa-dalok magyarországi nagylemezeken (LP) (34+)
Bár Koncz Zsuzsa az önálló lemezek (albumok) híve, és ún. „többelőadós” lemezeken való közreműködést szinte sosem vállalt, dalai azonban a fesztivál- és szerzői lemezekre, majd – sokszor üzleti, azaz eladhatósági szempontokból – számos további válogatás-nagylemezre is felkerültek. Külön kiemelendő, hogy a Koncz Zsuzsa főszereplésével forgatott Ezek a fiatalok című film (rendező: Banovich Tamás) zenéjét tartalmazó korongon öt dalt énekel, az Illés és az Omega kíséretével. Ez az album azután – technikailag korszerűsítve – 1986-ban az Illés-albumok közt is napvilágot látott.
- Ezek a fiatalok – Qualiton LPX 17370 (1967) Szőke Anni balladája, Ez az a ház, Miszter Alkohol, Fáradt vagyok, Néma szerelem
- Táncdalfesztivál 1967 – Qualiton LPX 17379 (1967) Ünneprontó vagyok, Kopogj az ajtón
- Made in Hungary 1968 – Qualiton LPX 17382 (1968) Zúgjatok harangok
- Táncdalfesztivál 1968 – Qualiton LPX 17395 (1968) Színes ceruzák
- Made in Hungary 1969 – Qualiton LPX 17394 (1969) Hát akkor legyen ami lesz
- Táncdalfesztivál 1969 – Qualiton LPX 17405 (1969) Négy szürke fal
- A tettes én vagyok – Qualiton LPX 17409 (1970) Végre, végre / Sajnálom szegényt, Boldog kövek
- 20 éves a Magyar Hanglemezgyártó Vállalat – Qualiton LPX 17427 (1971) Rohan az idő
- Ez mind eladó (Tolcsvayék és a Trió) Hungaroton-Pepita SLPX 17442 (1972) Itt a két kezem
- A kenguru – Hungaroton-Pepita SLPX 17469 (1976) I love you
- Csak a szépre emlékezem – Hungaroton-Pepita SLPX 17507 (1976) Rohan az idő
- Mindenkinek van egy álma – Hungaroton-Pepita SLPX 17536 (1977) Te szeress legalább
- Láss, ne csak nézz – Hungaroton-Pepita SLPX 17557 (1978) Előszó
- A koncert – Hungaroton-Pepita SLPX 17687 (1981) Valahol egy lány, Kertész leszek
- Rocklegendák (1966-1970) – Hungaroton-Krém LPX 17740 (1982) Rohan az idő
- Rocklegendák (1970-1972) – Hungaroton-Krém LPX 17768 (1983) Rég volt, szép volt
- Rohan az idő – Hungaroton-Pepita SLPM 17776 (1983) Rohan az idő
- Rock a békéért – Hungaroton-Favorit SLPM 17822 (1983) Különvonatok, Ha én rózsa volnék
- Nincsen olyan ember – Hungaroton-Pepita SLPM 17834 (1984) Beléptél az életembe
- Top 15 – Hungaroton-Favorit SLPM 17840 (1984) Ahogy lesz, úgy lesz
- Útravaló 3. – Hungaroton SLPM 17844 (1984) Frédi King
- Tini dal – Hungaroton-Favorit SLPM 17856 (1984) Micimackó
- Várj, míg sötét lesz – Hungaroton-Pepita SLPM 17864 (1984) Várj, míg sötét lesz, Elment a hajó
- Bravo, Pepita! – Hungaroton-Bravo SLPM 17907 (1985) A város fölött
- A búcsú – Hungaroton-Favorit SLPM 17923-4 (1985) Egy év elmúlt, Ha én rózsa volnék
- Bemutatólemez karácsonyi újdonságokból – Hungaroton PR.1279 (1985) – Esti közvetítés
- Töltsön egy órát kedvenceivel – Hungaroton-Favorit SLPM 17939 (1986) A telefon
- Illés Album / Ezek a fiatalok – Hungaroton-Favorit SLPM 17991 (1986) Szőke Anni balladája, Ez az a ház, Miszter Alkohol, Fáradt vagyok, Néma szerelem
- Apu, hod med be? – Hungaroton-Favorit SLPM 37026 (1986) Gézengúz
- Mama, kérlek – Hungaroton-Favorit SLPM 37105 (1987) Mama, kérlek
- Az emberért, a holnapért – Hungaroton-Krém SLPM 37247 (1989) Kis virág
- Calypso 873 – Hungaroton-Favorit SLPM 37394 (1990) Itt a két kezem
- Táncdalfesztivál ’66 – Hungaroton-Gong SLPM 37549 (1991) Nincsen olyan ember
- Táncdalfesztivál ’67 – Hungaroton-Gong SLPM 37558 (1992) Kopogj az ajtón

#### Koncz Zsuzsa-dalok külföldi nagylemezeken (LP) (16+)
Koncz Zsuzsa először 1967-ben szerepelt egy német dalfesztivál-nagylemezen, 1969-ben pedig a nyugatnémet Sunset Records slágerlista-lemezén. (Utóbbi borítócímlapján Jana Koncz fotójával jelent meg.) 1970 után Koncz Zsuzsa tucatnyi német nyelvű dala került fel valamelyik – az Amiga cég által kiadott – slágerválogatásra. Jelent meg Koncz-dal a romániai Arany Szarvas Nemzetközi Dalfesztivál Electrecord-albumán és Moszkvában, a Melodija magyar esztrád-lemezén is. A lista nem teljes…
- Internationales Liederfestival 1966. – Amiga 8-50-093 (1967) Ich werde nicht Dein Spielzeug sein
- Schlagerexpress nach Mendocino – Sunset Records 456 883 (1969) Jeder Taler hat immer zwei Seiten
- Amiga-Express 1970 – Amiga 8 55 208 (1970) Endlich, endlich
- Schlager Magazin 2 – Amiga 855 211 (1970) Endlich, endlich
- Cerbul de Aur 1971 – Electrecord EDE 0591 (1971) I’ve no Chance
- Amiga Express 1971 – Amiga 8 55 251 (1971) Farbstifte
- Box Nr. 1. – Amiga 8 55 361 (1972) Irgendwann Bin Auch Ich Verliebt
- 20x Beat – Amiga 8 55 399 (1975) He, Mama
- 2 x 10 Beat-Erfolge – Amiga 8 55 457 (1975) Warum, sage mir
- Vengerrszkaya Esztrada – Melodija C 900629192 (1975) Ja ljublju tyebja (I love you)
- Non Stop Beat -20 Erfolgstitel – Amiga 8 55 477 (1976) Hast Du Schon Mal Einen Wolf Gesehn?
- He, Kleine Linda – Amiga 8 55 535 (1977) Du bist noch nicht mein Mann
- Beat Kiste – Amiga 8 55 539 (1977) Es ist Nacht
- Schlagersterne 2’80 – Amiga 8 55 754 (1980) Er hat mir niemals geschrieben
- Da war erst ein Lächeln -Aktuelle Schlagererfolge – Amiga 8 55 931 (1982) Wie sag ich’s dir
- Ich bin dir Treu – Amiga 8 55 985 (1983) Die lauten Jahre sind vorbei

### Koncz Zsuzsa-dalok más CD-ken (102+)
Koncz Zsuzsa-dalok – magyar és német nyelven – több mint száz hazai és külföldi CD-re is fölkerültek. A lista nagyon hiányos...

#### Koncz Zsuzsa-dalok magyarországi CD-ken (89+)
Koncz Zsuzsa dalai szerepelnek közel kilencven szerzői- és slágerválogatás-CD-n is , többnek a címadó dalát is ő énekli. A lista nem teljes! Kiemelendő, hogy a 2007-ben megjelent „Virágok közt veled lenni” című – Illés Lajos szerzeményeiből válogatott – CD-lemezen Koncz Zsuzsa 15 (!) dallal, a 2013-ban napvilágot látott Móricz Mihály CD-albumon pedig öt számmal szerepel.
- Slágerek S. Nagy István szövegeivel – Hungaroton HCD 17776 (1990) Rohan az idő
- Mama, kérlek – Hungaroton HCD 37105 (1990) Mama, kérlek
- Illés Sztori (1966-1969) – Hungaroton-Vivát HCD 37445-6 (1990) Szőke Anni balladája, Ez az a ház, Miszter Alkohol, Fáradt vagyok, Néma szerelem
- Merre jártál tegnap S. Nagy – Hungaroton-Gong HCD 37645 (1992) Rohan az idő
- Táncdalfesztivál ’66 és’67 – Hungaroton-Gong HCD 37654 (1993) Nincsen olyan ember, Kopogj az ajtón
- Legendák 3. A hatvanas évek No. 1. – Hungaroton-Gong HCD 37657 (1992) Keresem a szót
- Legendák 4. A ’hatvanas évek No. 2 – Hungaroton-Gong HCD 37658 (1993) Sajnálom szegényt
- Legendák 6. A ’60-as évek világslágerei – Hungaroton-Gong HCD 37671 (1993) Paprikajancsi
- Legendák 7. A hatvanas évek gyerekdalai – Hungaroton-Gong HCD 37675 (1993) Gézengúz
- Táncdalfesztivál ’68 és’69 – Hungaroton-Gong HCD 37688 (1993) Színes ceruzák
- Kiskarácsony, nagykarácsony – Hungaroton-Gong HCD 37731 (1993) Betlehemi királyok
- Ezek a fiatalok – Hungaroton-Gong HCD 17991 (1993) – Hungaroton HCD 17370 (2005) Szőke Anni balladája, Ez az a ház, Miszter Alkohol, Fáradt vagyok, Néma szerelem
- Mindannyian mások vagyunk – EMI-Quint QUI 906062 (1994) Mindannyian mások vagyunk, Késő van
- Szabad hangok – VTCD Media WBP 018 (1994)Ne veszítsd el a fejed, Ha én rózsa volnék
- Calypso Duett Album – Polygram-3T 523 326 (1994) Vigyázz magadra (Szilágyi Jánossal)
- Táncdalfesztivál ’68-69-70 – Hungaroton-Gong HCD 37688 (1994) Színes ceruzák
- A koncert – Hungaroton-Gong HCD 37843 (1996) Valahol egy lány, Kertész leszek
- Balladák és lírák – Hungaroton-Gong HCD 37845 (1996) Színes ceruzák, Szőke Anni balladája
- Szeretettel Bródy Jánosnak – Hungaroton-GongHCD 37865 Bordódy Kristóf
- Super Star – a 60-as, 70-es, 80-as évek magyar szupersztárjai – Hungaroton HCD 37909 (1998) Mama, kérlek
- 100 szerelmes dal CD 3. – Reader’s Digest Valaki kell, hogy szeressen, Korai még, André, je t!aime, Karolj át
- Csak a szépre emlékezem – Hungaroton-Gong HCD 17507 (1997) Rohan az idő
- Rohan az idő – Hungaroton-Gong HCD 17776 (1997) Rohan az idő
- Sztárok a pálma alatt – Magneoton 0630-18784 (1997) Ha én rózsa volnék
- The Gems of Hungarian Music – Magyar Rádió CD 3 (1997) Micimackó
- Ákombákom / Gyermekdalok – Reader’s Digest (1997) A kis herceg, stb.
- Ünnepek ünnepén – Reader’s Digest (1997) Betlehemi királyok
- Karácsonyi csillagok 2. CD 1997 – EMI-Quint 32883 (1997) Adjon az isten
- Pop Karácsony – Hungaroton HCD 37941 (1998) Betlehemi királyok
- Hungaroton 2000 HCD 31941 (1999) Szóljon a dal
- Csak a szépre emlékezem – Hungaroton HCD 17507 (2000) Rohan az idő
- Hungaroton 2001 HCD 32031 (2000) Jöjj kedvesem
- Sláger slágerek 1. – Hungaroton HCD 37944 (2000) Keresem a szót
- Minden jót, Monica – Hungaroton HCD 37953 (2000) Jaj, mi lesz velem ezután, Nincsen olyan ember
- Sláger slágerek 2. – Hungaroton HCD 71002 (2000) Amikor
- Elmúlt idők – Lovas Róbert szerzeményei – Hungaroton HCD 71026 (2000) Sajnálom szegényt, Végre, végre
- Sláger slágerek 3. – Hungaroton HCD 71030 (2000) Rohan az idő
- Lerch István 50. szimfónia – Tom-Tom Records TTCD-71 (2000) Ki nevet a végén
- Bródy János Kockázatok és mellékhatások – Private Moon Records PMR 13101 (2001) Szabadnak születtél
- Azok a hatvanas évek – Hungaroton HCD 71071 (2001) Rohan az idő
- Azok a hetvenes évek – Hungaroton HCD 71072 (2001) Micimackó
- Azok a kilencvenes évek – Hungaroton HCD 71074 (2001) Ég és föld között
- Mérföldkövek – Hungaroton HCD 7105 (2001) Gézengúz, Mindig volt, mindig lesz
- Tolcsvay László 12 nő – Hungaroton HCD 71100 (2002) Északi fény
- Sláger slágerek 6. Minden idők legnagyobb slágerei / ÉLŐ – Hungaroton HCD 71129 (2002) Ha én rózsa volnék
- Nosztalgia, szerelem – Reader’s Digest (2003) CD 3 Rohan az idő, Utcák
- A vendégek – Leonard Cohen dalai Comediart CMICD 009 (2003) Suzanne
- A szerelem évszakai – Nyár – Hungaroton HCD 71182 (2004) Légy óvatos
- A szerelem évszakai – Ősz – Hungaroton HCD 71183 (2004) Véget ért
- A búcsú / Fonográf koncert 1984. – Hungaroton HCD 17923-24 CD 1 (2004) Egy év elmúlt, Ha én rózsa volnék
- Tini dal – Hungaroton HCD 17856 (2005) Micimackó
- Sláger Slágerek – Sláger dívák – CLS Records (2005) A város fölött
- Örökzöld slágerek – Híres magyar szerzőpárosoktól – Reader's Digest (2005) CD 5 Rohan az idő
- Magyarock (könyv CD-melléklete) – Hungaroton GKR 00015 (2005) Egy év elmúlt
- Táncdalfesztiválok – Legendás korszakok – Reader’s Digest (2006) CD 1 Nincsen olyan ember, Négy év után
- Táncdalfesztiválok– Legendás korszakok – Reader’s Digest (2006) CD 2 Kopogj az ajtón
- Táncdalfesztiválok– Legendás korszakok – Reader’s Digest (2006) CD 3 Színes ceruzák
- Táncdalfesztiválok– Legendás korszakok – Reader’s Digest (2006) CD 4 Négy szürke fal
- Táncdalfesztiválok– Legendás korszakok – Reader’s Digest (2006) CD 5 Rég volt, szép volt, Várj, míg sötét lesz
- Táncdalfesztiválok – Legendás korszakok – Reader’s Digest (2006) CD 6 Mondd el, ha kell, Elment a hajó
- Mama – Dalok édesanyáknak – Sony Music (2006) Mama kérlek
- Bródy János Aranyalbum – Hungaroton HCD 71222 (2006) Szabadnak születtél
- Annyi arc, ismerős – Payer András dalai – Reader's Digest (2006) CD 3 Jaj mi lesz velem ezután, Nincsen olyan ember, Zöld szemű srác, Beléptél az életembe
- Virágok közt veled lenni… Illés Lajos dalai – Hungaroton HCD 71205 (2007) Volt egyszer egy lány, Ez az a ház, Ma végre jó a kedvem, Valaki kell, hogy szeressen, Elszállt a nyár, Mondd el, ha kell, Margarita, Egy fiatal költő emlékére, Jelbeszéd, Szentiván, Akire nézek, Amikor, Szinga-linga, Valahol egy lány, Éjféli esküvő
- A nagy piás album – (2007) CD Miszter Alkohol
- A magyar pop-rock történelem legnagyobb slágerei I. Az légy aki vagy – EMI (2008) Mennyi híd kell még
- A magyar pop-rock történelem legnagyobb slágerei VI. Skandináv éjszakák – EMI (2008) Összetartozunk
- Horváth Attila Életmű – EMI (2008, 2010) CD 1 Mennyi híd kell még
- Retro Collection – Ban DJ – Hungaroton HCD 71254 (2009) Mr. Alkohol
- Sass Sylvia – az operadíva – Reader’s Digest (2009) Szabadság, szerelem
- Ne várd a májust – Bródy János könyvmelléklet CD – Scolar Kiadó (2010) Szabadnak születtél
- Kockázatok és mellékhetások (remaster) – EMI (2011) – Szabadnak születtél
- Karácsonyi hangulatban – Hungaroton Classics HCD (2011) Adjon az Isten
- Bródy János Gyűjtemény – EMI (2012) – CD 3 Szabadnak születtél
- Van-e szerelmesebb vallomás? Fényes Szabolcs dalai CD 3 – Reader's Digest (2012) Te szeress legalább
- Rosenberg Dani (Bródyval, Cipővel, Demjénnel, Pajorral, Somlóval) – CD (2013)
- Hozzám tartozol – Duettek a magyar könnyűzene aranykorából – Reader’s Digest (2013) Szabadság, szerelem, stb.
- A táncdalfesztivál 10 nagy slágere 2. rész – Hungaroton HCD (2013) Várj, míg sötét lesz!
- A 60-as, 70-es, 80-as évek hazai popsikerei CD 1 – Reader's Digest (2013) Rohan az idő
- A 60-as, 70-es, 80-as évek hazai popsikerei CD 2 – Reader's Digest (2013) Ha én rózsa volnék
- A 60-as, 70-es, 80-as évek hazai popsikerei CD 3 – Reader's Digest (2013) Hitetlenség átka
- Az első sorban ült – Móricz Mihály szerzői albuma 1973-2008. CD (2013) Te meg én, Zöld szemem kék, Unom a sok mesét, Valamikor gyerekek voltunk, Örökzöld holdfény
- Visszatérek én – a 70-es évek slágerei CD 1- Reader's Digest (2014) Élünk csendesen
- Visszatérek én – a 70-es évek slágerei CD 2- Reader's Digest (2014) Ha én rózsa volnék
- Visszatérek én – a 70-es évek slágerei CD 3- Reader's Digest (2014) Nem kérek áldást, Mire felnő a gyerek
- Neked írom a dalt – kedvenc romantikus slágereink CD 1 – Reader's Digest (2014) Hová tűntek
- Neked írom a dalt – kedvenc romantikus slágereink CD 3 – Reader's Digest (2014) Hópelyhek
- Illés 50 (Jubileumi gyűjtemény) CD 1 – Hungaroton HCD 71 305 (2014) Szőke Anni balladája, Ez az a ház, Miszter Alkohol, Fáradt vagyok, Néma szerelem
- "Őrizz engem ezen a világon" Bódi László CIPŐ Emlékkoncert CD 2 – Universal (2014) Ég és föld között, A 67-es út
- Árad a szeretet – Baltazár Dalműhely CD (2014) – Árad a szeretet

#### Koncz Zsuzsa-dalok külföldi CD-ken (16+)
1999-től Koncz Zsuzsa több dala jelent meg – a nosztalgia jegyében – sláger-CD-ken, az Amiga, BMG, a Bella Musica, és a Sony Music jóvoltából, de arra is volt példa, hogy a német Krüger könyvkiadó CD-jén szerepelt – világsztárok mellett – egy Koncz-dal. A lista nagyon hiányos.
- Das Amiga Schlagerarchiv Vol. 3. CD 1 – BMG / Amiga 74321 166100 2 (1999) Endlich, endlich
- Das Amiga Schlagerarchiv Vol. 3. CD 2 – BMG / Amiga 74321 730422 5 (2000) Irgendwann bin auch ich verliebt
- Das Amiga Schlagerarchiv Vol. 4. CD 1 – BMG / Amiga 74321 730422 5 (2000) Er hat ihr niemals geschrieben
- Die schönsten Schlagerjuwelen der DDR – Sony BMG (2004) CD 4 Du bist noch nicht mein Mann
- Mein Lieblingslied – Lieblingslied Records Germany (2005) Vasárnap délután
- 60 Jahre Amiga Box 12 (CD 2) – BMG 8869716 5392 (2007) He Mama
- Die Hits aus den Bruderländern CD 2. – Amiga /Sony Music (2007) He, Mama
- Die Hits aus den Bruderländern II. CD 2. –Amiga / Hansa (2008) He, fang mich ein
- Charivari – Sony BMG 8869726592 (2008) Ich weiß (Duett Jurgen Walterrel)
- Die Hits des Osten CD 2 – Sony / BMG …(2008) Du bist nicht mein Mann
- Amiga-Shlagererfolge der 70er & 80er Jahre – Hansa Amiga 88697366022 (2008) CD 1 He, Mama
- MassgeSCHNEIDERt – Das Geburtstags-Paket CD 2 – Bella Musica (2008) Endlich, endlich
- Die Hits aus den Bruderländern IV. CD 1. – Amiga / Hansa (2010) Es ist Nacht
- Die Hits aus den Bruderländern IV. CD 2 – Amiga / Hansa (2010) Er hat mir niemals geschrieben
- Melodien für Millionen – Sony Music 0886979656123 (2011) CD 1 Endlich, Endlich
- Ein Kessel Buntes Vol. 3. – Hits der Bruderländer in der DDR – Sony Music 88725425492 (2012) CD 2 Endlich, Endlich

### Koncz Zsuzsa VHS és DVD (25+)
Koncz Zsuzsa-dalok huszonöt videókazettán és DVD-n is szerepelnek. Közülük négy DVD Németországban egy pedig Oroszországban jelent meg. A lista nem teljes...

#### VHS (6+)
1986-ban jelent meg videókazettán (VHS) – a Televideo kiadásában – Koncz Zsuzsa zenés portréja, húsz dallal. Vendégként szerepel két-két dallal a Fonográf és Zorán video-kazettáján. A Televideo 1990-ben kiadta a Koncz Zsuzsa Ezek a fiatalok című filmjét is, melyben öt dalt énekel.
- Zsuzsa – Koncz Zsuzsa zenés portréja – Televideo VHS (1986) – 20 dallal
- A búcsú – Mokép VHS (1985) Elmúlt egy év, Ha én rózsa volnék
- Zorán – Televideo VHS (1987) Zeng az ének, A város fölött
- Ki mit tud – Televideo VHS (1988) Gézengúz, Nagymami (Gergely Ágival)
- Az utolsó autóbusz – Film Bródy Jánosról és egy generációról MTV VHS (1989) Koncz Zsu-zsa
- Ezek a fiatalok – Televideo VHS (1990) Szőke Anni balladája, Ez az a ház, Miszter Alkohol, Fáradt vagyok, Néma szerelem

#### Koncz Zsuzsa-DVD-k (8)
Koncz Zsuzsa első DVD-je 2003-ban látott napvilágot, az Erkel Színházi, az ötödik – 27 dallal – a Budapest Sportaréna-beli koncertjéről. A 2006-os Sportaréna-DVD Duna TV-s portréfilmmel (Rendező-operatőr: Kőrösi András), a „Ha én zászló volnék” című DVD-je CD-melléklettel jelent meg. Legújabb DVD-je – az Aréna 10 – 2014 végén két CD-vel együtt látott napvilágot.
- Ki nevet a végén – Koncz Zsuzsa koncert az Erkel Színházban (21 dal) – IPH4103 (2003)
- Dalok – találomra… Válogatás Koncz Zsuzsa felvételeiből (18 dal) – ER6070 (2005)
- Koncz Zsuzsa Budapest Sportaréna (25 dal + portréfilm) – Hungaroton DVD 71236 (2006)
- Koncz Zsuzsa – The Best From 60’s To 90’s (20 dallal) – DVD-Televideo (2009?)
- Ha én zászló volnék… Koncert-válogatás (18 dal) – Hungaroton DVD 71252 (2009)
- Koncz Zsuzsa 37 Koncert a Budapest Sportarénában (27 dal) – Hungaroton DVD71261 (2011)
- Koncz Zsuzsa Aréna 10 (24 dal + 2CD) – Fidelio Média (2014)
- Koncz Zsuzsa – Aréna Koncert (20 dal) –Hungaroton DVD (2017)

#### Koncz Zsuzsa-dalok magyarországi DVD-ken (8+)
Koncz Zsuzsa-dalok számos magyar koncert- és válogatás-DVD-n is megjelentek. A lista nem teljes, csak néhány példát tartalmaz. Megjegyzésre érdemes, hogy a Rosenberg Danit Koltai Lajos filmrendező készítette. A kisfilmet tartal-mazó DVD-n Erdő Péter bíboros, prímás, esztergom-budapesti érsek és Schweitzer József nyugalmazott országos főrabbi gondolatai, ajánló szavai is megtalálhatók.
- Lerch István 50. szimfónia – DVD (2005) Ki nevet a végén
- Még nagyobb slágerek – Karaoke – DVD (2006) Ó, Miszter Alkohol
- Csating minden – Timár Péter filmje – DVD (2008) Ég és föld között
- Nemcsak a húszéveseké a világ- Universal Music DVD 1 (2010) Hol lesz akkor már (Zalatnayval, Honthy Hannával)
- Volt egyszer egy Táncdalfesztivál – Válogatás a táncdalfesztiválok dalaiból (1966, 1967, 1968) DVD – Színes ceruzák
- Ezek a fiatalok – film DVD – Szőke Anni balladája, Ez az a ház, Miszter Alkohol, Fáradt vagyok, Néma szerelem
- Cimbora 2 – Halász Judit és barátai – MTV-Leonfilm DVD – Jöjj kedvesem, Ha én rózsa volnék
- Rosenberg Dani (Bródyval, Cipővel, Demjénnel, Pajorral és Somlóval) – DVD (2013)

#### Koncz Zsuzsa-dalok külföldi DVD-ken (5+)
2005-ben adták ki Moszkvában az Omega – Illés- Koncz Zsusa (!) című DVD-t. Koncz Zsuzsa énekelt DEFA-filmben is, melyet 2008-ban jelentettek meg DVD-n. A 2012-ben Németországban, a Sony Music által kiadott „A nagy Gála Show legszebb pillanatai” alcímet viselő válogatás-DVD-ken két dallal is szerepel – Bonnie Tyler, Gilbert O’Sullivan és a Boney M társaságában – Zsuzsa Koncz.
- Omega – Illés- Koncz Zsusa – OcularMusic (2005) Mondd el, ha látod őt
- Für die Liebe noch zu mager? DEFA / DVD 81973 (2010) Warum, sage mir
- Ein Kessel Buntes I. – Die schönsten Momente aus der grossen Gala-Show – Volume 1: Schlager & Stars auf der Showtreppe Sony Music (2012) DVD 1 Endlich, Endlich
- Ein Kessel Buntes II. – Die schönsten Momente aus der grossen Gala-Show Volume 2: Hits, Humor & Hahnemann– Sony Music (2012) DVD 2 The Night They Drove Old Dixie Down
- Die junge Welt ist in Berlin zu Gast (40 Jahre Friedens Fest) DVD 1 – Sony Music (2013) Hey, Mama

### Koncz Zsuzsa albumai és dalai kazettákon (MC, MK) (94 kiadvány, 107 kazetta +)
Koncz Zsuzsa albumai, dalai több mint száz magyarországi és külföldi magnókazettán (MC, MK) is napvilágot láttak. A lista nem teljes.

#### Magyarországi Koncz Zsuzsa-kazetták (26 kiadvány, 39 kazetta +)
Koncz Zsuzsa Hungaroton- és EMI-albumai 1976 és 2002 közt magnetofonkazettán is megjelentek. Elsőként a Kertész leszek 1976-ban. Koncz Zsuzsa első tizenöt albumát is újra kiadták később – 1996-ban – kazettákon.
- Kertész leszek – Hungaroton–Pepita MK 7001 (1976)
- Elmondom hát mindenkinek – Hungaroton–Pepita MK 7009 (1976)
- X. – Hungaroton–Pepita MK 17527 (1977)
- Koncz Zsuzsa Aranyalbum 1967-73 – Hungaroton-Pepita MK 17574 (1978)
- Valahol – Hungaroton-Pepita MK 17569 (1979)
- Menetrend – Hungaroton-Pepita MK 17672 (1981)
- Kis virág (technikailag korszerűsített változat) – Hungaroton-Krém MK 17429 (1982)
- Jelbeszéd (technikailag korszerűsítve, új borítóval) – Hungaroton-Pepita MK 17821 (1983)
- Konczert – Hungaroton-Pepita MK 17869 (1984)
- Újhold – Hungaroton-Pepita MK 17935 (1985)
- Fordul a világ – Hungaroton-Pepita MK 37079 (1988)
- Balladák (Szörényi Leventével) – Hungaroton MK 17108 (1988)
- Verslemez III. – Hungaroton MK 14165 (1989)
- Illúzió nélkül – EMI-Quint QUI 906001 (1991)
- Jubileumi koncert – EMI_Quint QUI 906029 (1992)
- Ne veszítsd el a fejed – EMI-Quint QUI 906 042 (1993)
- Koncz Zsuzsa összes nagylemeze az Illéssel és a Fonográffal (válogatás) (2 MC) – Hungaroton-Gong MK 37716-37717 (1993)
- Koncz Zsuzsa összes lemeze I. (5 MC) – Hungaroton-Gong MK 37600-37604 (1994)
- Koncz Zsuzsa összes lemeze II. (5 MC) – Hungaroton-Gong MK 37605-37609 (1995)
- Unplugged I-II. (dupla MC) – EMI-Quint QUI 906 064 (1995)
- Koncz Zsuzsa összes lemeze III. (5 MC) – Hungaroton-Gong MK 17569, 17672, 17935, 37079, 37866 (1996)
- Miénk itt a tér – EMI-Quint QUI 906 082 (1996)
- Ég és föld között – Hungaroton-Gong MK 37889 (1997)
- Csodálatos világ – Hungaroton MK 37928 (1998)
- Miért hagytuk, hogy így legyen? – Hungaroton MK 37977 (1999)
- Ki nevet a végén – Hungaroton MK 71122 (2002)

#### Külföldön megjelent Koncz Zsuzsa-kazetták (5)
Koncz Zsuzsa hetvenes és nyolcvanas években megjelent német nyelvű Amiga- és Bellaphon-albumai audiokazettán is napvilágot láttak. Érdekesség viszont, hogy az Eurosend Music 1997-ben adta ki Romániában kazettán a Kis Virág című Koncz-albumot.
- Zsuzsa Koncz – Amiga MC 8 55 271 (1975)
- Ich komm und geh mit meine Liedern – Amiga MC 8 55 758 (1980)
- Die lauten Jahre sind vorbei – Amiga MC 8 55 975 (1982)
- Morgenlicht – Shusha Koncz- Bellaphon MC 290-05-008 (1984)
- Kis Virág – Eurosend Music 81053 (1997)

#### Koncz Zsuzsa-dalok magyarországi műsoros kazettákon (51+)
Koncz Zsuzsa több dala is felkerült 1976 után – kazettán is kiadott – válogatásokra. A lista nem teljes.
- Csak a szépre emlékezem – Hungaroton-Pepita MK 17507 (1976) Rohan az idő
- Mindenkinek van egy álma – Hungaroton-Pepita MK 17536 (1977) Te szeress legalább
- Láss, ne csak nézz – Hungaroton-Pepita MK 17557 (1978) Előszó
- A koncert – Hungaroton-Pepita MK 17687 (1981) Valahol egy lány, Kertész leszek
- Rocklegendák (1966-1970) – Hungaroton-Krém MK 17740 (1982) Rohan az idő
- Rocklegendák (1970-1972) – Hungaroton-Krém MK 17768 (1983) Rég volt, szép volt
- Rohan az idő – Hungaroton-Pepita MK 17776 (1983) Rohan az idő
- Rock a békéért – Hungaroton-Favorit MK 17822 (1983) Különvonatok, Ha én rózsa volnék
- Nincsen olyan ember – Hungaroton-Pepita MK 17834 (1984) Beléptél az életembe
- Útravaló III. – Hungaroton-Bravo MK 17844 (1984) Frédi King
- Tini dal – Hungaroton-Favorit MK 17856 (1984) Micimackó
- Várj, míg sötét lesz – Hungaroton-Pepita MK 17864 (1984) Várj, míg sötét lesz, Elment a hajó
- Top 15 – Hungaroton-Favorit MK 17840 (1984) Ahogy lesz, úgy lesz
- Bravo, Pepita! – Hungaroton-Bravo MK 17907 (1985) A város fölött
- A búcsú – Hungaroton-Favorit MK 17923-4 (1985) Egy év elmúlt, Ha én rózsa volnék
- Töltsön egy órát kedvenceivel – Hungaroton-Favorit MK 17939 (1986) A telefon
- Apu, hod med be? – Hungaroton-Favorit MK 37026 (1986) Gézengúz
- Mama, kérlek – Hungaroton-Favorit MK 37105 (1987) Mama, kérlek
- Az emberért, a holnapért – Hungaroton-Krém MK 37247 (1989) Kis virág
- Calypso 873 – Hungaroton-Favorit MK 37394 (1990) Itt a két kezem
- Táncdalfesztivál ’66 – Hungaroton-Gong MK 37549 (1991) Nincsen olyan ember
- Táncdalfesztivál ’67 – Hungaroton-Gong MK 37558 (1992) Kopogj az ajtón
- Merre jártál tegnap S. Nagy – Hungaroton-Gong MK 37645 (1992) Rohan az idő
- Táncdalfesztivál ’66 és’67 – Hungaroton-Gong MK 37654 (1993) Nincsen olyan ember, Kopogj az ajtón
- Legendák 3. A hatvanas évek No. 1. – Hungaroton-Gong MK 37657 (1992) Keresem a szót
- Legendák 4. A ’hatvanas évek No. 2 – Hungaroton-Gong MK 37658 (1993) Sajnálom szegényt
- Legendák 6. A ’60-as évek világslágerei – Hungaroton-Gong MK 37671 (1993) Paprikajancsi
- Legendák 7. A hatvanas évek gyerekdalai – Hungaroton-Gong MK 37675 (1993) Gézengúz
- Táncdalfesztivál ’68 és’69 – Hungaroton-Gong MK 37688 (1993) Színes ceruzák
- Kiskarácsony, nagykarácsony – Hungaroton-Gong MK 37731 (1993) Betlehemi királyok
- Táncdalfesztivál’69 Tessék választani ’69 – Hungaroton MK 37673 (1994) Árván
- T & T Hungaroton-Gong 17442 (1994) Itt a két kezem
- Mindannyian mások vagyunk – EMI-Quint QUI 906062 (1994) Mindannyian mások vagyunk, Késő van
- Szabad hangok – VTCD Media BP C. 002. (1994) Ne veszítsd el a fejed, Ha én rózsa volnék
- Calypso Duett Album – Polygram-3T 523 326 (1994) Vigyázz magadra (Szilágyi Jánossal)
- Táncdalfesztivál ’68-69-70 – Hungaroton-Gong MK 37688 (1994) Színes ceruzák
- Slágerolimpia – EMI-Quint MK 406092 (1996) Zöld szemem kék
- A koncert – Hungaroton-Gong MK 37843 (1996) Valahol egy lány, Kertész leszek
- Balladák és lírák – Hungaroton-Gong MK 37845 (1996) Színes ceruzák, Szőke Anni balladája
- Slágerek S. Nagy István szövegeivel – Hungaroton (1997) Rohan az idő
- Szeretettel Bródy Jánosnak – Hungaroton-Gong MK 37865 (1996) Bordódy Kristóf
- Super Star – a 60-as, 70-es, 80-as évek magyar szupersztárjai – Hungaroton MK 37909 (1998) Mama, kérlek
- Sztárok a pálma alatt – Magneoton MK 0630-18784 (1997) Ha én rózsa volnék
- Pop Karácsony – Hungaroton MK 37941 (1998) Betlehemi királyok
- Minden jót, Monica – Payer András dalai – Hungaroton MK 37953 (2000) Nincsen olyan ember, Jaj, mi lesz velem ezután
- Azok a hatvanas évek – Hungaroton MK 71071 (2001) Rohan az idő
- Azok a hetvenes évek – Hungaroton MK 71072 (2001) Micimackó
- Azok a kilencvenes évek – Hungaroton MK 71074 (2001) Ég és föld között
- A vendégek – Leonard Cohen dalai Comediart CMI 009 (2003) Suzanne
- A szerelem évszakai – Nyár – Hungaroton MK 71182 (2004) Légy óvatos
- A szerelem évszakai – Ősz – Hungaroton MK 71183 (2004) Véget ért
- Örökzöld slágerek – Híres magyar szerzőpárosoktól – Reader's Digest (2005) MK 5 Rohan az idő

#### Koncz Zsuzsa-dalok külföldi kazettákon (10+)
Koncz Zsuzsa külföldön megjelent kazettái még nincsenek feldolgozva. Itt csupán néhány Amiga- és Melodija-példa következik.
- Amiga Express 1971 – Amiga 8 55 251 (1971) Farbstifte
- Box Nr. 1. – Amiga 8 55 361 (1972) Irgendwann Bin Auch Ich Verliebt
- 20x Beat – Amiga 8 55 399 (1975) He, Mama
- 2 x 10 Beat-Erfolge – Amiga 8 55 457 (1975) Warum, sage mir
- Vengerszkaja Esztrada – Melogyija C 900629192 (1975) Ja ljublju tyebja (I love you)
- Non Stop Beat -20 Erfolgstitel – Amiga 8 55 477 (1976) Hast Du Schon Mal Einen Wolf Gesehn?
- He, Kleine Linda – Amiga 8 55 535 (1977) Du bist noch nicht mein Mann
- Beat Kiste – Amiga 8 55 539 (1977) Es ist Nacht
- Schlagersterne 2’80 – Amiga 8 55 754 (1980) Er hat mir niemals geschrieben
- Da war erst ein Lächeln – Aktuelle Schlagererfolge – Amiga 8 55 931 (1982) Wie sag ich’s dir

### FLAC és MP3
A Hungaroton Music Store korábbi kiadatlan albumokat jelentetett meg letölthető formában 2012–2013-ban.
- Gyerekjátékok (kiadatlan dalok, 1974)[3]
- Da war ich noch ein kleines Mädchen (német nyelvű gyereklemez, 1984)[4]
- Majomország (2012-ben felkerült a Hungarian Music Store-ra, de később eltávolították.)